# Козырь-Зирка, Алексей
Алексей (Олесь) Козырь-Зирка (Олесь Козырь, Олесь Зирка; укр. Олесь (Олексій) Козир-Зірка; 7 августа 1886, с. Петровка, Новомосковский уезд, Екатеринославская губерния, Российская империя — после 1923, Киевская губерния, СССР) — украинский военный деятель, повстанческий атаман времен Гражданской войны, командир конной партизанской сотни (ноябрь — декабрь 1918), командир конных частей Запорожской Сечи (1919), полковник армии УНР.

## Биография
Родился Алексей Козырь-Зирка 7 августа 1886 года в селе Петровка Новомосковского уезда Екатеринославской губернии в зажиточной казацкой семье. Начальное образование получил в церковно-приходской школе. Затем он продолжил обучение в реальном училище г. Александровска.
В августе 1914 года его мобилизуют в действующую армию, где он служил в драгунском полку. За доблесть он получил звание унтер-офицера. С 1916 года воевал в Кабардинском полку Кавказской кавалерийской туземной дивизии (так называемая «Дикая дивизия»). Вследствие удачных вылазок в стан врага в январе 1917 года Козырь-Зирка получает свой первый офицерский чин — прапорщика.

### После революции
Революцию Козырь-Зирка встретил в тылу, ведь с февраля 1917 года Дикая дивизия была расквартирована по селам Бессарабии. Весной, когда началось создание отдельных украинских полков в армии, он, как и многие другие украинские офицеры, начал участвовать в создании национальных отрядов. Осенью 1917 года Козырь-Зирка переводится в 3-ю кавалерийскую дивизию, где в то время создавали отдельный украинский полк. Благодаря своему ораторскому искусству, отработанному в годы учительства, молодой прапорщик сумел завоевать расположение солдат. Это привело к тому, что его избрали на солдатском собрании командиром украинского конного полка. Но командовал Козырь-Зирка им недолго, ведь уже в декабре 1917 года его разбили под Екатеринославом большевистские войска. Он собирает остатки полка и создает банду, атаманом которой и становится.
В начале января 1918 года Козырь-Зирка оказывается в Киеве, где сразу принимает активное участие в борьбе против большевиков в составе армии УНР. Также, он участвует в обороне столицы от войск Михаила Муравьева. 14 февраля 1918 года получает звание полковника армии УНР. Вскоре, Козырь-Зирка вместе с Ефимом Божко вступает в полк имени К. Гордиенко, в рядах которого участвовал в совместном наступлении украинских и немецких подразделений против большевиков на Полтавщине, Северном Причерноморье и в Крыму.
Во время правления гетмана Скоропадского он присоединился к киевским повстанцам, а после подавления Таращанско-Звенигородского восстания скрывался среди сечевиков. После, по приказу Евгения Коновальца, из них Козырь-Зирка сформировал 1-й конно-партизанский сечевых стрелков полк для борьбы с Скоропадским. Во время осады Киева атаман не раз нарушал перемирие между подразделениями германской армии и армией УНР, постоянно опустошая киевские окрестности. В декабре 1918 года полк Козырь-Зирки размещают в районе Овруча и Коростеня, где атаман отличился многочисленными еврейскими погромами. По свидетельству З. С. Островского, покидая город 16 января 1919 года наступающим большевикам, совершил особенно жестокий погром в Овруче. Погибло около 80 жителей, было сожжено более 1800 домов. Подобные еврейские погромы были организованы на Житомирщине и Киевщине, через которые маршем прошел отряд атамана. За такие действия полк атамана был расформирован, а сам Козырь-Зирка попал под военно-полевой суд. По решению суда полковника Козырь-Зирку должны были расстрелять, но ему удалось сбежать. До лета 1919 года Олесь Козырь-Зирка с небольшим отрядом распахивал тылы украинской армии, пока его едва не схватила контрразведка Симона Петлюры.
Понимая безвыходность ситуации, бывший атаман перешел на сторону большевиков, которые боролись против деникинцев. По некоторым данным, он в 1920-х гг. работал в ВЧК, но дальнейшая судьба атамана неизвестна.

## Образ в литературе
По одной из версий, фигура Олеся Козыря-Зирки стала прообразом литературного персонажа атамана Козыря-Лешко в романе Михаила Булгакова «Белая гвардия».